# Peter Kreeft (Theologe)

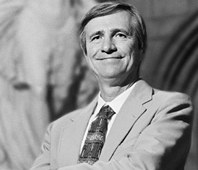
Peter Kreeft

Peter John Kreeft (* 16. März 1937 in Paterson, New Jersey) ist ein US-amerikanischer Philosoph und Theologe.

## Leben
Calvinistisch aufgewachsen, wandte er sich später dem Katholizismus zu. Er ist bekannt als Verfechter („Apologet“) des katholischen Glaubens.
Kreeft erhielt 1959 seinen Bachelor of Arts am Calvin College in Grand Rapids (Michigan) und 1961 seinen Master of Arts an der Universität Fordham, wo er 1965 promoviert wurde.
Er ist Professor für Philosophie am Boston College und am King’s College in New York City sowie Autor mehrerer Bücher.

## Schriften
Lehrbücher
- Socratic Logic. St. Augustine’s, 2004. 3. Auflage: 2010 (Inhaltsverzeichnis).

Populärwissenschaftliche Publikationen
- Sokrates trifft Jesus. Media Maria, Illertissen 2013. ISBN 978-3-9814444-8-3
- Ökumenischer Djihad? Sankt Ulrich, Augsburg 2003. ISBN 978-3-929246-93-3
- Dienstanweisung für eine schöne neue Welt. 2. Auflage. Brunnen, Giessen 1998.
- Making sense out of suffering. Servant Ministries, Cincinnati 1986.
- Was meinen Sie, Herr Sokrates? Brockhaus, Wuppertal 1985.
- Zwischen Himmel und Hölle. Brunnen, Giessen 1983.
- Sokrates trifft Sartre. Lepanto-Verlag, Rückersdorf üb. Nürnberg 2013.
- Das Gebet. Ein einzigartiges Gespräch mit Gott. Media Maria, Illertissen 2014. ISBN 978-3-9816344-0-2